# Влад, Юлиан
Юлиан Влад (рум. Iulian Vlad; 23 февраля 1931, Гогошица — 30 сентября 2017, Бухарест) — румынский генерал, в 1987—1989 — последний руководитель службы госбезопасности СРР Секуритате, член ЦК РКП. Сыграл важную и неоднозначную роль при падении режима Чаушеску. После Румынской революции 1989 приговорён к длительному тюремному заключению. Досрочно освобождён по амнистии.

## Образование и партийность
Родился в крестьянской семье. Николае Влад, отец Юлиана Влада, служил в армии маршала Антонеску, участвовал во Второй мировой войне против СССР и отбывал заключение. Юлиан Влад окончил в Бухаресте педагогический институт, в ранней молодости работал учителем. Вступил в Союз коммунистической молодёжи Румынии, занимал секретарские посты. C 1946 — член правящей Румынской рабочей партии, с 1965 — РКП.
Высшее образование Юлиан Влад получил в Военной офицерской школе МВД и на юридическом факультете Бухарестского университета. Окончил комсомольскую школу и Академию Штефана Георгиу — заведение для подготовки функционеров РКП.

## Карьера в МВД
В 1951 Юлиан Влад поступил на службу в МВД. Служил в образовательной системе министерства, более двадцати лет преподавал в Военной офицерской школе. В 1956—1957 прослушал курс Высшей школы КГБ СССР. В 1967 возглавил управление образования департамента госбезопасности МВД. С 1974 по 1977 Юлиан Влад — комендант (ректор) Военной офицерской школы. В 1977—1984 — госсекретарь МВД.
В 1984 генерал-полковник Влад был назначен заместителем министра внутренних дел СРР Георге Хомоштяна. Занимал эту должность до 1987. В этом качестве Влад отдал распоряжение завести уголовное дело против румынского диссидента Георге Урсу и получить от него признательные показания. Распоряжение формулировалось в характерной для Влада «расплывчатой» тональности, но было принято как санкция на жёсткие методы допросов. Георге Урсу был арестован, помещён в тюрьму Жилавы, известную жёстким режимом содержания, и погиб в результате избиений.
На всех занимаемых постах Юлиан Влад проявлял полную лояльность правящему режиму, руководству РКП, персонально Георге Георгиу-Дежу и Николае Чаушеску. Рассматривался как эффективный исполнитель директив партийной верхушки. С 1984 состоял в ЦК РКП.
5 октября 1987 Георге Хомоштяна сменил во главе МВД начальник службы госбезопасности Секуритате Тудор Постелнику. Руководителем Секуритате был назначен Юлиан Влад в звании генерала армии.

## Глава Секуритате
Конец 1980-х годов был отмечен кризисом политической системы СРР. В стране углублялись экономические трудности, нарастало массовое недовольство Сам Юлиан Влад впоследствии задним числом констатировал обречённость диктатуры Чаушеску.
Задачей генерала Влада во главе Секуритате являлось обеспечение стабильности партийного режима и подавление оппозиции. Через месяц с небольшим после назначения Влада в Секуритате произошло Брашовское восстание, подавленное силами госбезопасности под командованием подчинённого Владу генерала Макри. Генерал Влад осуществлял общее руководство репрессиями, распорядившись применять «безграничные меры» против взбунтовавшихся рабочих. Он также курировал нейтрализацию группы «левых диссидентов», лично допрашивал Силвиу Брукана. В то же время именно он санкционировал выдачу Брукану загранпаспорта для выезда в США.
Большой опасностью Чаушеску и его окружение считали влияние на Восточную Европу советской Перестройки. Чаушеску пытался сформировать «антиперестроечный фронт» ортодоксально-коммунистических и фундаменталистских правительств. В этом плане важная роль отводилась международным связям Секуритате. Ближайшим союзником представлялся сталинистский режим Албании и его спецслужба Сигурими. В конце декабря 1988 Юлиан Влад встретился с Симоном Стефани и обсудил план совместного противодействия политике Михаила Горбачёва (в этот блок предполагалось привлечь также ГДР, КНР, Кубу). Однако эти проекты не удалось реализовать.
1 декабря 1989, в преддверии Мальтийского саммита, генерал Влад направил докладную записку генеральному секретарю РКП президенту СРР Чаушеску. Ссылаясь на агентурные данные Секуритате, Влад предупреждал, что СССР готов к новым уступкам американской администрации Джорджа Буша-старшего (в обмен на экономическую помощь), что приведёт к ограничению советско-румынских связей и создаст серьёзные проблемы для СРР. Однако к тому времени Чаушеску, по мнению Влада, уже утратил адекватность и не отреагировал должным образом на изменения в стране и в мире. Юлиан Влад полагал, что судьба Чаушеску к тому времени была уже решена перестроечным руководством КПСС.

## В дни революции
16 декабря 1989 массовыми протестами в Тимишоаре началась Румынская революция. На следующий день состоялось заседание высшего органа партийной власти — Политисполкома ЦК РКП — на котором генерал Влад присутствовал в качестве начальника Секуритате. Было принято решение о силовом подавлении бунта. Влад пообещал, что органы госбезопасности выполнят возложенные на них задачи. Подразделения Секуритате применили оружие, десятки людей погибли.
21 декабря восстание перекинулось в Бухарест, чему способствовал сам Чаушеску, организовавший массовый митинг у здания ЦК РКП. Утром 22 декабря вновь собрался Политисполком. Генерал Влад подтвердил готовность к действию, но отмечал всевозможные «технические трудности» (например, сложный порядок получения боевых патронов со склада). В дальнейшем Влад утверждал, что вполне понимал направленность событий и всеми силами старался избегать кровопролития — якобы не выдавал войскам Секуритате боевого оружия и патронов, не отдавал приказов о силовых действиях, старался держать подчинённые части в местах обычной дислокации. Однако на вопросы, кто в таком случае вёл огонь по демонстрантам и чьи приказы выполняла Секуритате при попытках подавления, Влад ответа не имеет и рекомендует узнавать «у тех, кто стрелял». По этой причине утверждения Влада не считаются вполне достоверными.
По его словам, он пытался скоординироваться с министром обороны генералом Василе Миля, но тот пребывал в состоянии стресса и вскоре покончил с собой (о гибели генерала Мили существуют различные версии). Влад также рассказывал, что секретарь ЦК РКП Илие Вердец пытался в те дни сформировать своё правительство и предлагал ему пост главы МВД.
23 декабря чета Чаушеску и их ближайшее окружение бежали из столицы. Генерал Влад приказал частям Секуритате «стать на службу стране и народу». По факту это означало признание победы революции и прекращение сопротивления. Аналогичную позицию занимал начальник генштаба румынской армии генерал Штефан Гушэ, и приказ Влада был ориентирован на переход сил госбезопасности в армейское подчинение. Фактически Влад, как и Гушэ, поддержал приход к власти Иона Илиеску.
Однако 31 декабря Юлиан Влад был арестован по приказу вице-премьера нового революционного правительства Джелу Войкана Войкулеску. В аресте принимал участие новый министр обороны генерал Николае Милитару. Наблюдал за арестом посол СССР в Румынии Евгений Тяжельников. Первый допрос Влада вёл Силвиу Брукан — как член руководящего совета Фронта национального спасения. Брукан напоминал Владу об их давнем знакомстве и подчёркивал, насколько изменилось соотношение сил между ними.

## Суд, заключение, амнистия
Юлиану Владу было предъявлено обвинение в геноциде. Основанием являлась его должностная причастность к кровопролитию в Тимишоаре и Бухаресте. На процессе Влад настаивал, что не отдавал приказов открывать огонь. Однако он был признан виновным и приговорён к 25 годам тюремного заключения. Впоследствии судья Адриан Нисою признавал, что на приговор повлияло распоряжение Силвиу Брукана проявить к Владу максимальную строгость.
Заключение Юлиан Влад отбывал в тюрьме Жилавы, где в 1985 умер Георге Урсу. Некоторое время спустя обвинение было переквалифицировано и срок заключения сокращён до 10 лет. В конце 1993 было принято решение об амнистии осуждённых старше 60-летнего возраста. На этом основании Юлиан Влад был освобождён 31 декабря 1993 после четырёхлетнего заключения.

## Публичность в частной жизни
Почти четверть века Юлиан Влад прожил частной жизнью в Бухаресте. Получал пенсию как генерал запаса. В политике он не участвовал, но публичности не избегал, с готовностью общался с прессой. Заявлял, что руководствовался в своей деятельности исключительно интересами государства, но не всегда мог их должным образом отстаивать из-за догматизма и неадекватности партийных вождей.
В сентябре 2009 Юлиан Влад выразил публичное соболезнование в связи со смертью генерала Секуритате Николае Плешицэ и прислал венок на его похороны
В марте 2017 Андрей Урсу — сын Георге Урсу — подал в прокуратуру заявление на Юлиана Влада. Урсу-младший обвинил Влада в подстрекательстве к пыткам и убийству его отца. Однако дело не успело получить ход — через несколько месяцев Юлиан Влад умер в возрасте 86 лет.

## Оценки деятельности
В современной Румынии к Юлиану Владу доминирует отношение сдержанно-негативное, но в целом спокойное. Противники напоминают о причастности Влада к репрессиям. Сторонники ставят Владу в заслугу позицию в революционные дни. По их мнению, генерал Влад вместе с генералом Гушэ помог избежать гражданской войны и расчленения Румынии. Отмечается также ориентация Влада на сотрудничество со спецслужбами Китая, западноевропейских стран и Израиля в подспудном противостоянии СССР. Его осуждение сторонники объясняют личной местью и страхом определённых политиков перед оглашением компромата об их деятельности в годы правления Чаушеску.